# Quentin Baraër
Quentin Baraër, né le 8 novembre 1993, est un archer français.

## Carrière
Quentin Baraër est champion de France universitaire de tir à l’arc en 2015 et 2016 (INSA Rouen). En 2017, il obtient la troisième place (CR Sport U Bretagne).
Il est vice-champion d'Europe par équipe en arc à poulies en 2021 à Antalya avec Nicolas Girard et Adrien Gontier.

## Décoration
- Médaille de la jeunesse, des sports et de l'engagement associatif, bronze (2025)[4].